# Ulica Władysława Łokietka w Krakowie
Ulica Władysława Łokietka – ulica w Krakowie o długości ok. 7,5 km, biegnąca przez administracyjne dzielnice V Krowodrza i IV Prądnik Biały w kierunku północno-zachodnim, nosząca imię króla Władysława Łokietka.

## Przebieg
Przebieg ulicy pokrywa się ze średniowiecznym traktem śląskim, biegnącym od Rynku Głównego, przez ulice Sławkowską, Długą, Śląską i Władysława Łokietka. W pierwszym okresie nazywana również drogą do Toń, od nazwy wsi Tonie (dzisiejszego osiedla na obrzeżach Krakowa). Ulica obecną nazwę otrzymała w 1912.

## Zabudowa
Zabudowę ulicy Władysława Łokietka podzielić można na kilka odcinków, z których każdy wyróżnia się inną zabudową.
Początkowy odcinek (od ulicy Wrocławskiej do dawnej rogatki miejskiej) to zabudowa typowo przedmiejska – kamienice, niewielkie bloki mieszkalne o maksymalnie czteropiętrowej wysokości. Ten odcinek zurbanizowano w okresie międzywojennym.
Drugi odcinek (od rogatki miejskiej do ulicy Opolskiej) to teren osiedla Krowodrza Górka z zabudową typową dla wielkiego osiedla, z blokami jedenastopiętrowymi.
Ostatni odcinek (od ulicy Opolskiej do granic Krakowa) zachował swój przedmiejski charakter, dominuje tu zabudowa jednorodzinna z ogrodami i polami uprawnymi.

### Ważniejsze obiekty
- Dom mieszkalny profesorów Uniwersytetu Jagiellońskiego (nr 1)
- siedziba orkiestry miejskiej Sinfonietta Cracovia[3] (nr 14)
- Małopolski Urząd Celno-Skarbowy (nr 20)
- rogatka miejska (nr 32)
- kościół pw. św. Jadwigi Królowej (nr 60)
- Park Wyspiańskiego
- Park Krowoderski
- Komenda Powiatowa Policji (nr 205)
- Klub Kultury „Łokietek” i Biblioteka Kraków. Filia nr 19[4]  (nr 267)

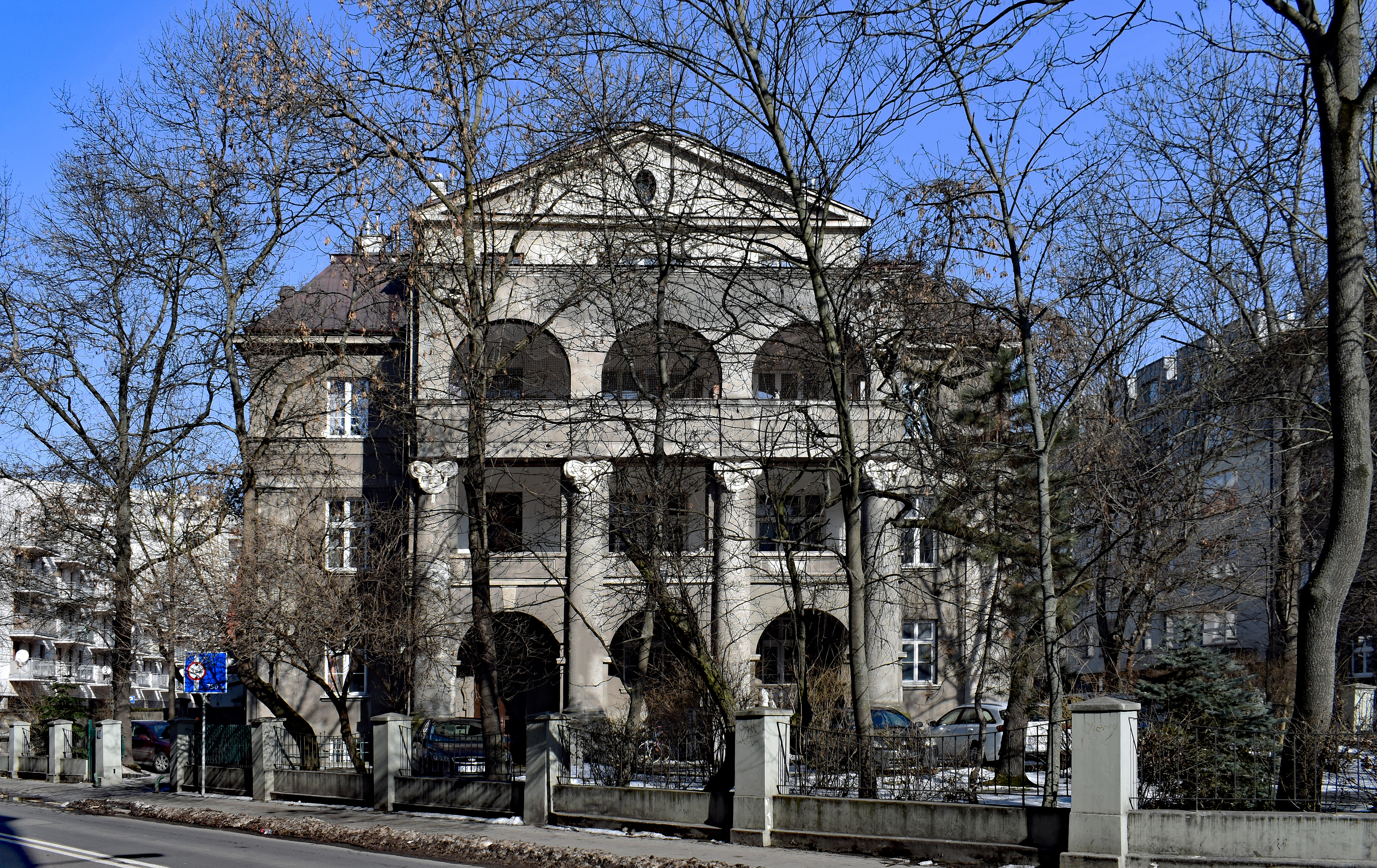
ul. Łokietka 1 Dom mieszkalny profesorów Uniwersytetu Jagiellońskiego (proj. Wiktor Miarczyński, Ludwik Wojtyczko, 1923)
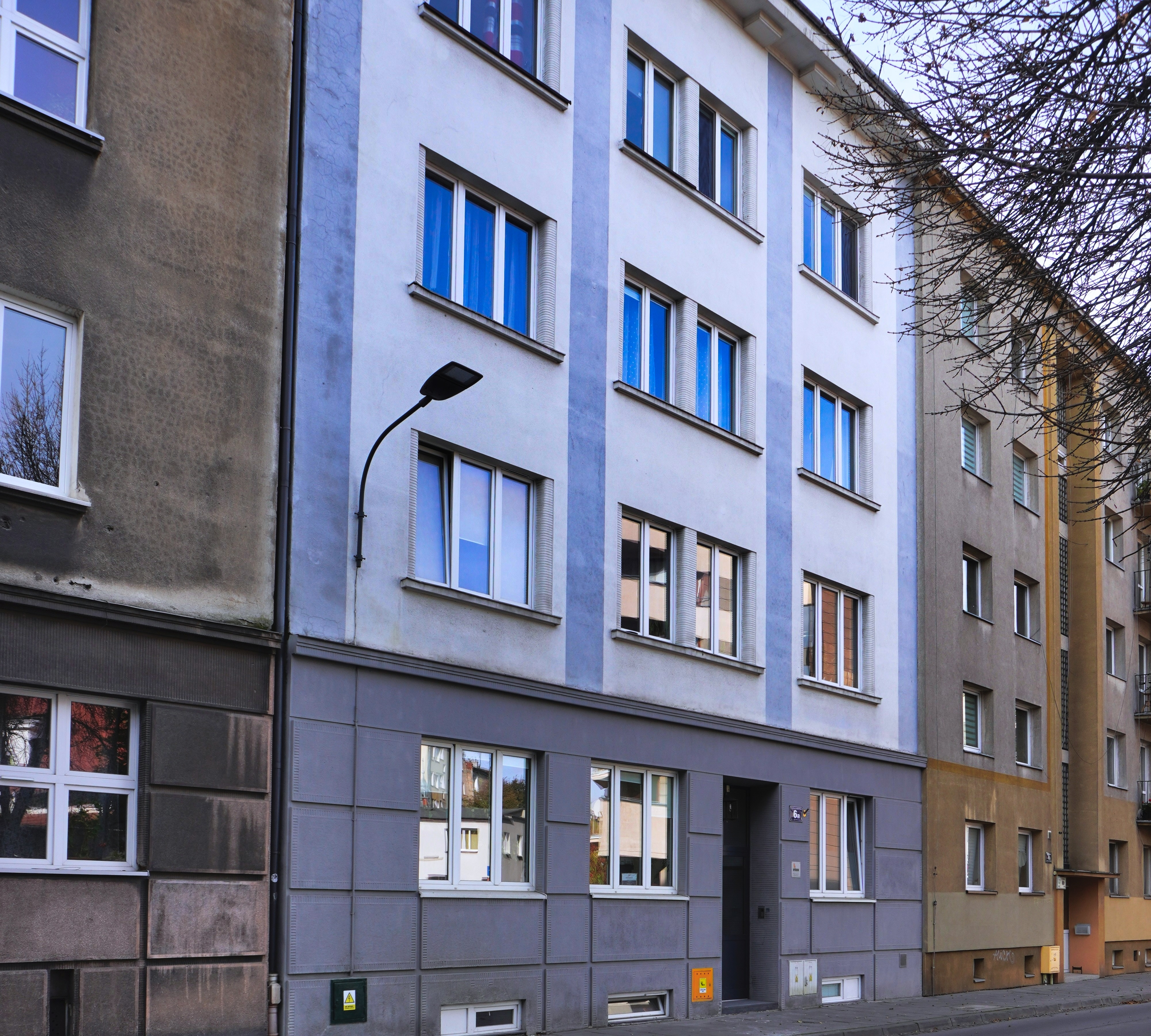
ul. Łokietka 6A Modernistyczna kamienica